# Lindsleyite
La lindsleyite è un minerale appartenente al gruppo della crichtonite.